# Maxent
 Maxent  es una población y comuna francesa, situada en la región de Bretaña, departamento de Ille y Vilaine, en el distrito de Rennes y cantón de Plélan-le-Grand.

## Demografía
| 1209 | 1149 | 1087 | 982 | 980 | 1040 |
| Para los censos de 1962 a 1999 la población legal corresponde a la población sin duplicidades (Fuente: INSEE [Consultar]) |      |      |     |     |      |